# ジョナサン・メイヒュー・ウェインライト

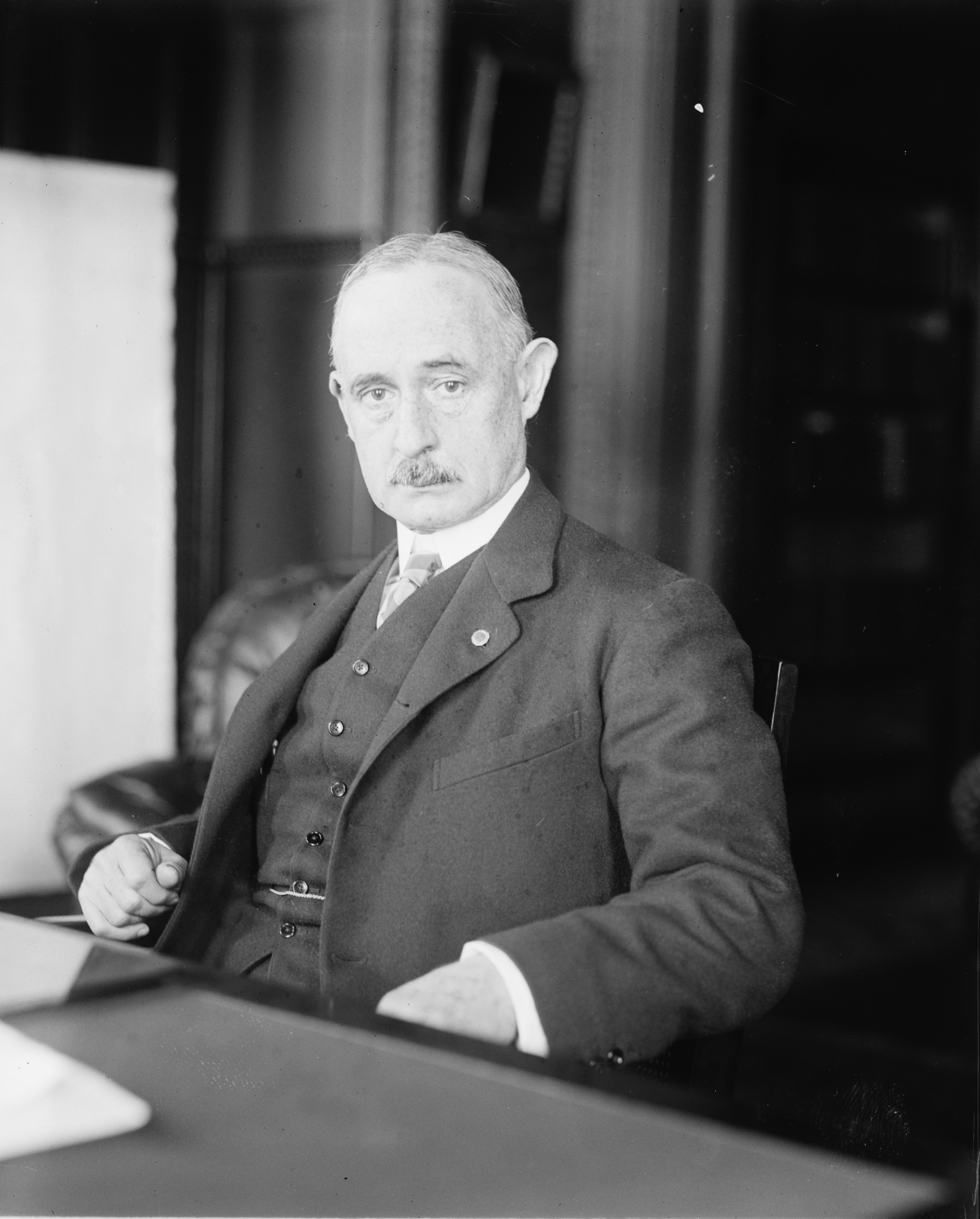
ジョナサン・メイヒュー・ウェインライト

ジョナサン・メイヒュー・ウェインライト（Jonathan Mayhew Wainwright, 1864年12月10日 - 1945年6月3日）は、アメリカ合衆国の政治家。共和党に所属し、ニューヨーク州選出連邦下院議員を務めた。

## 生涯
ニューヨーク州ニューヨーク生まれ。1884年にコロンビア大学政治学部を卒業し、1886年に同法科大学院を修了した。1886年に弁護士として認可を受け、ニューヨーク市内およびウエストチェスター郡において弁護士業を経営した。1889年から1903年までニューヨーク州兵に所属し、米西戦争で第12歩兵連隊の大尉を務めた。
1902年から1908年までニューヨーク州下院議員を、1909年から1913年までニューヨーク州上院議員を務めた。1914年から1915年までニューヨーク州労働者補償委員会の初代委員を務めた。1916年にニューヨーク州兵で中佐となり、米墨国境で監察官を務めた。第一次世界大戦中の1917年から1919年まで、第27師団で中佐を務めた。
1921年3月14日にウォレン・ハーディング大統領から陸軍次官補に指名され、1923年3月4日に辞任するまで同職を務めた。
共和党から連邦下院議員に選出され、1923年3月4日から1931年3月3日まで4期8年務めた。ウェインライトは1930年に共和党の候補指名を受けなかった。1930年から1937年まで、ウエストチェスター郡公園委員会の委員を務めた。
1945年6月3日、ニューヨーク州ライにて死去。遺体はグリーンウッド・ユニオン墓地に埋葬された。